# Chatti

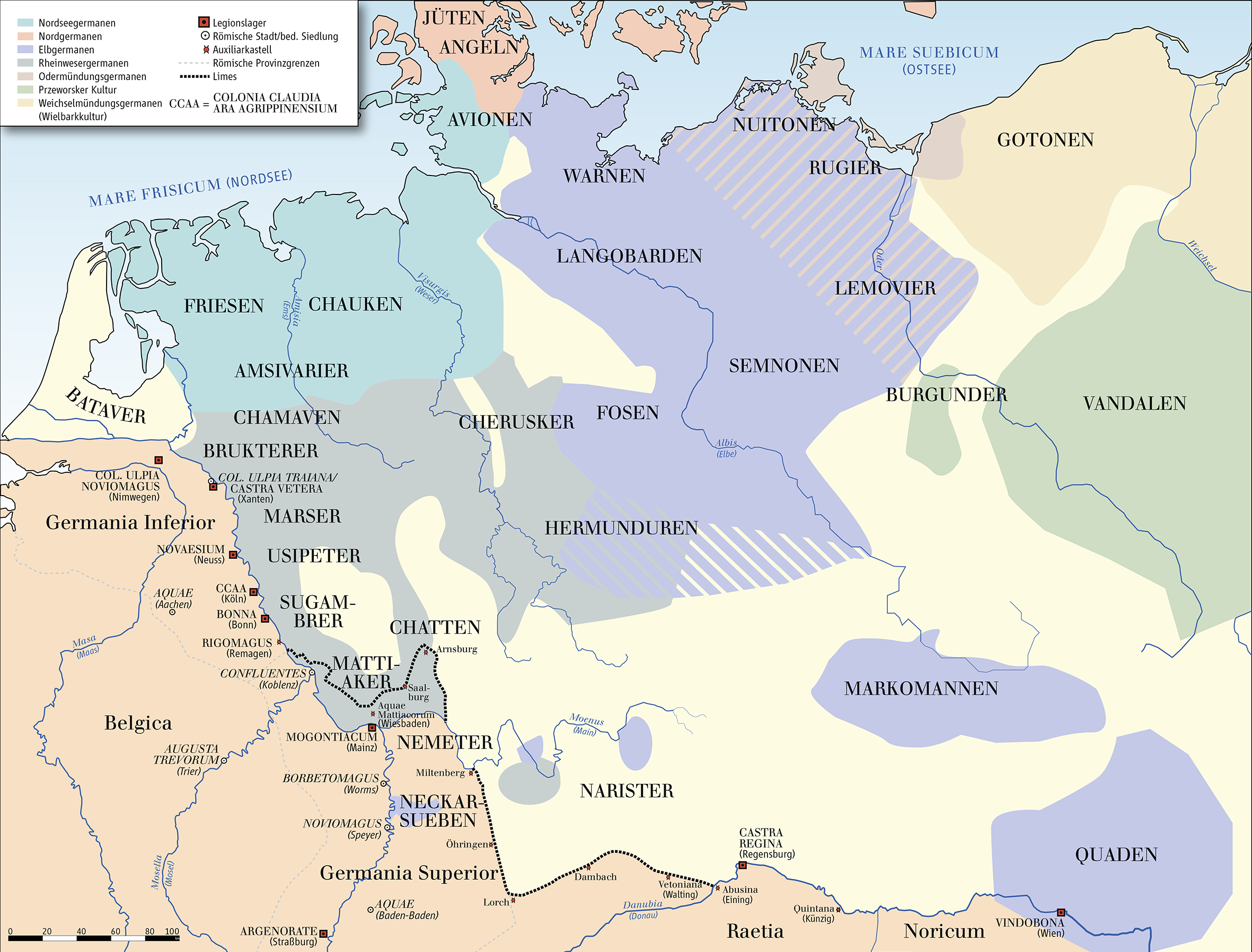
Harta cu amplasarea triburilor germanice

Chatti (Chatten sau Katten) a fost un popor germanic, care trăia în văile râurilor Eder, Fulda și pe cursul superior al lui Lahn. S-au stabilit în centrul și nordul landului Hessa și sudul Saxoniei Inferioare, de-a lungul cursului superior al râului Weser și în văile și munții din Eder, Fulda și Weser. Potrivit lui Tacitus, batavii din timpul său provin din chatti, care și-au părăsit patria lor după o ceartă internă, pentru a prelua noi teritorii la gura de vărsare a Rinului.

## Subdiviziuni ale tribului
- Batavi
- Canafati
- Chatauri
- Landoudioer
- Marvingi
- Mattiaki
- Nertereani
- Nictrensi

## Literatură
- Dietwolf Baatz, Fritz-Rudolf Herrmann: Die Römer in Hessen. K. Theiss-Verlag, Stuttgart 1982, ISBN 3-8062-0267-2
- Armin Becker: Rom und die Chatten. Selbstverl. der Hessischen Historischen Komm. Darmstadt, Marburg 1992
- Arnulf Krause: Die Geschichte der Germanen. Campus, Frankfurt/Main 2002
- Walter Pohl: Die Germanen. Oldenbourg, München 2000 (Enzyklopädie deutscher Geschichte)
- Dorothea Rohde, Helmuth Schneider (Hrsg.): Hessen in der Antike - Die Chatten vom Zeitalter der Römer bis zur Alltagskultur der Gegenwart. Euregio-Verlag, Kassel 2006
- Reinhard Wolters: Die Römer in Germanien. C.H.Beck, München 2000